# Frankische Kreits

De Frankische kreits binnen het Heilige Roomse rijk rond 1555.

De Frankische Kreits was een van de 10 kreitsen, waarin het Heilige Roomse Rijk vanaf de 16e eeuw was verdeeld. De kreits werd in 1500 opgericht en omvatte een groot deel van het huidige land Hessen, naast Neder-, Opper- en Middel-Franken, in het noorden van Beieren.
Het voorzitterschap van de kreits werd bekleed door de bisschop van Bamberg en de markgraven van Brandenburg-Kulmbach en Brandenburg-Ansbach.

## Samenstelling
Omstreeks 1795 behoorden de volgende gebieden tot de kreits (op rangorde geplaatst):

### Geestelijke vorstenbank
1. Het sticht (bisdom) Bamberg
2. Het sticht (bisdom) Würzburg
3. Het sticht (bisdom) Eichstätt
4. Het meesterdom Mergentheim van de Duitse Orde

- Commanderij Virnsberg van de Duitse Orde
- Commanderij Ellingen van de Duitse Orde

### Wereldlijke vorstenbank
1. Het vorstendom Ansbach (sinds 1791 Pruisisch)
2. Het vorstendom Kulmbach (Bayreuth) (sinds 1791 Pruisisch)
3. Het vorstelijk graafschap Henneberg-Schleusingen
4. Het vorstelijk graafschap Henneberg-Schmalkalden
5. Het vorstelijk graafschap Henneberg-Römhild
6. Het vorstelijk graafschap Schwarzenberg
7. Het vorstendom Löwenstein-Wertheim
8. Het vorstelijk graafschap Hohenlohe-Waldenburg

### Gravenbank
1. Het graafschap Hohenlohe-Neuenstein
2. Het graafschap Castell
3. Het graafschap Wertheim
4. Het graafschap Rieneck
5. Het graafschap Erbach met de heerlijkheid Breuberg
6. Het graafschap Limpurg-Gaildorf
7. De heerlijkheid Limpurg-Speckfeld met Limpurg-Sontheim
8. De heerlijkheid Seinsheim
9. De heerlijkheid Reichelsburg (graven van Schönborn)
10. De heerlijkheid Wiesentheid (graven van Schönborn)
11. De heerlijkheid Welzheim

- Geyer von Giebelstadt van 1693 tot 1729

### Stedenbank
1. De rijksstad Neurenberg
2. De rijksstad Rothenburg
3. De rijksstad Windsheim
4. De rijksstad Schweinfurt
5. De rijksstad Weißenburg